# Cranichis polyantha
Cranichis polyantha är en orkidéart som beskrevs av Rudolf Schlechter. Cranichis polyantha ingår i släktet Cranichis, och familjen orkidéer. Inga underarter finns listade i Catalogue of Life.